# Mandžuština
Mandžuština je tunguzský jazyk z rodiny altajských řečí, momentálně patřící mezi ohrožené jazyky. Ačkoli do roku 1911 byl oficiálním jazykem v Číně, po pádu císařství počet jeho uživatelů rapidně poklesl, mimo jiné i následkem perzekuce Mandžuů. V současnosti je na světe asi pět rodilých mluvčích z etnické skupiny Mandžuů. Jazyk šive používaný v severovýchodní Číně je s mandžuštinou téměř identický, ale hovoří jím jiná čínská minorita.
Jedná se aglutinační jazyk psaný klasickým mongolským písmem, které samotné pochází původně z aramejštiny (v podstatě arabská abeceda psaná svisle). Jazyk má mnoho slov souvisejících s původním způsobem života, tedy vázající se např. na zvěř a lov. Dále si vypůjčuje z mongolštiny a z čínštiny. V současnosti jsou v Číně implementovány skupinami nadšenců a příznivců jazyka různé kurzy mandžuštiny v rámci pokusů o zabránění zániku této řeči.

## Historie jazyka
Samotný jazyk má své kořeny v džurčenštině, jazyka čínského dvora do přibližně 13. století (dynastie Ťin 1115-1234). Při nástupu dynastie Čching (potomků džurčenského klanu ze severozápadní Číny) po dynastii Ming v roce 1644 se mandžuština stala oficiálním jazykem čínského dvora. Nicméně ač byla vyžadována jakožto úřední jazyk od všech služebníků a úředníků, kteří z ní museli skládat zkoušky, v rámci integrace s etnickými Číňany postupně ztrácela na své síle. Na konci 19. století mandžuštinou plynně nehovořil u čínského dvora téměř žádný úředník. Jen vojáci stále museli skládat zkoušky z této řeči.
Ačkoli až do posledních dnů císařství byly oficiální dokumenty psány v mandžuštině, čínština zdaleka převládala.

## Způsob zápisu
Během vlády Džürčenů v severní Číně existovaly dva druhy písma pro zápis jejich řeči, které časem upadly v zapomnění. Obě písma si byla podobná, ale lišila se od čínských znaků. Poslední dochovaný zápis je z roku 1526. Po ztrátě vlastní abecedy začali Džurčenové v případě potřeby zápisu používat mongolskou abecedu.
Samotní Mongolové vyvinuli své písmo přes Ujgury, kteří ho přejali od Sogdů (kmen z dnešního Uzbekistánu a severního Íránu). Píše se ve sloupcích zleva doprava. Zakladatel mandžuské říše Nurhači v roce 1599 dal úkol dvěma učencům, Gagaiovi a Erdenimu, aby modifikovali tento skript pro potřeby zápisu mandžuštiny. Tak vznikla staromandžuská abeceda, ve které jsou zapsány dokumenty do roku 1644. Po roce 1620 byl skript opět modifikován a byl v této podobě používán do pádu císařství.

## Mandžuština po pádu císařství
Vzhledem k perzekuci Číňanů během císařství se po jeho pádu obrátila karta, a mandžuové byli krutě pronásledováni a trestáni. Jejich jazyk a neznámé písmo bylo Číňanům téměř cizí a obviňovali jeho mluvčí z toho, že jsou špióni a posílají v této řeči tajné zprávy. Jazyk byl zakazován, jeho používání vedlo k uvěznění. Mnoho mandžuů měnilo v dokladech svou etnicitu na čínskou, zatajovali svůj původ i před dětmi, a jazyk naprosto opustili. Z těchto důvodů dnes mandžuštinou mluví jen jedinci v odlehlých vesnicích Číny, a obvykle jsou mluvčí starší 80 let.
Díky volání po záchraně tohoto jazyka se v posledních pěti letech objevily kurzy této řeči v Pekingu a i na několika univerzitách vč. Karlovy univerzity.

## Charakteristika jazyka
Jako tunguzský jazyk má mandžuština mnoho společného s dalšími členy této rodiny, např. japonštinou, mongolštinou nebo korejštinou, a podobnost jazyků pravděpodobně vychází ze vzájemného kontaktu daných řečí trvajícího staletí. Existují spory, zda se jedná o jazyk se slabikovou abecedou, nebo o abecedu s jednotlivými písmeny.
Abeceda má šest samohlásek, tři zadní – a, o, ü, dvě přední – e, u a jednu neutrální – i. Souhlásky jsou b, p, s, š, l, m, c, j, y, r, f, w, n (ng). K, g, h, t, d mají přední a zadní verzi.
Mandžuská slova nemohou začínat na r, ü nebo skupinou souhlásek, a obvykle končí na n, ng nebo samohlásku.
Jazyková harmonie, tedy jeden z hlavních rysů altajských řečí, platí i v mandžuštině, a všechny samohlásky ve slově musí znít souhlasně. Příklad: monggorombi, bahanarambi, hergen, gisurembi.
V mandžušině je ženský a mužský rod, často rozlišený samohláskou na konci a začátku slova: eme – matka, ama – otec, haha – muž, hehe – žena, emile – slepice, amila – kohout.

## Příklady

### Číslovky
| Mandžusky      | Česky |
| ᡝᠮᡠ, emu       | jeden |
| ᠵᡠᠸᡝ, juwe     | dva   |
| ᡳᠯᠠᠨ, ilan     | tři   |
| ᡩᡠᡳᠨ, duin     | čtyři |
| ᠰᡠᠨᠵᠠ, sunja   | pět   |
| ᠰᡠᠨᠵᠠ, ninggun | šest  |
| ᠨᠠᡩᠠᠨ, nadan   | sedm  |
| ᠵᠠᡴᡡᠨ, jakvn   | osm   |
| ᡠᠶᡠᠨ, uyun     | devět |
| ᠵᡠᠸᠠᠨ, juwan   | deset |

## Užitečné věty a fráze
| Mandžusky                            | Česky                                        |
| Si san!                              | Ahoj!                                        |
| Sin beyi san no?                     | Jak se máš?                                  |
| Jiake san!                           | Velmi dobře!                                 |
| Simbe saveme urgunjimie!             | Rád tě poznávám!                             |
| Baili!                               | Děkuji!                                      |
| Si ete ekxeme no?                    | Jsi v poslední době zaneprázdněn?            |
| Emex ekxerakv, si ne?                | Není příliš zaneprázdněn, a co ty?           |
| Si san!                              | Velmi zaneprázdněný?                         |
| Si guwan hala                        | Viděl jsi Siao-kan?                          |
| Savege!                              | Uvidíme se!                                  |
| I ete adarame?                       | Jak se mu v poslední době daří?              |
| Ye jiake san.                        | Taky dobré.                                  |
| Si yavede yogo?                      | Kam jsi šel?                                 |
| Bi tacire boo de yogo.               | Šel jsem do školy.                           |
| Bi simbe alime emu erin oho.         | Už na tebe čekám hodinu.                     |
| Aceme muturakv, sain guaidame alige. | Omlouvám se, že jsem ti nechal dlouho čekat. |
| Baite akv.                           | To je jedno.                                 |
| Si ai baite bi?                      | Co máš za problém?                           |
| Ai baite akv.                        | Nic.                                         |
| Mez aiz guaidaga savage akv.         | Jsme pryč na dlouhou dobu.                   |